# 福山北站
福山北站，原名烟台西站，位于中华人民共和国山东省烟台市福山区福新街道小河子社区，是龙烟铁路上的火车站，2017年12月28日途径线路开通（彼时作为越行站不办客）、2018年1月22日开办客运业务，由中国铁路济南局集团管辖。
2024年7月26日，国铁集团发布《国铁集团关于公布新建潍坊至烟台铁路等有关名称的通知》，既有龙烟线烟台西站将更名为福山北站，8月28日正式完成更名工作。

## 車站周邊
- 沈海高速公路
- 中国联通福新营业厅
- 福山区人民法院福新审判庭
- 福新中心学校
- 中国邮政储蓄银行臧家支行

## 歷史
- 2017年12月28日开通启用。
- 2018年1月22日开办客运业务。

## 外部連結
- 中国铁路客户服务中心 （页面存档备份，存于）